# Fattigbössa

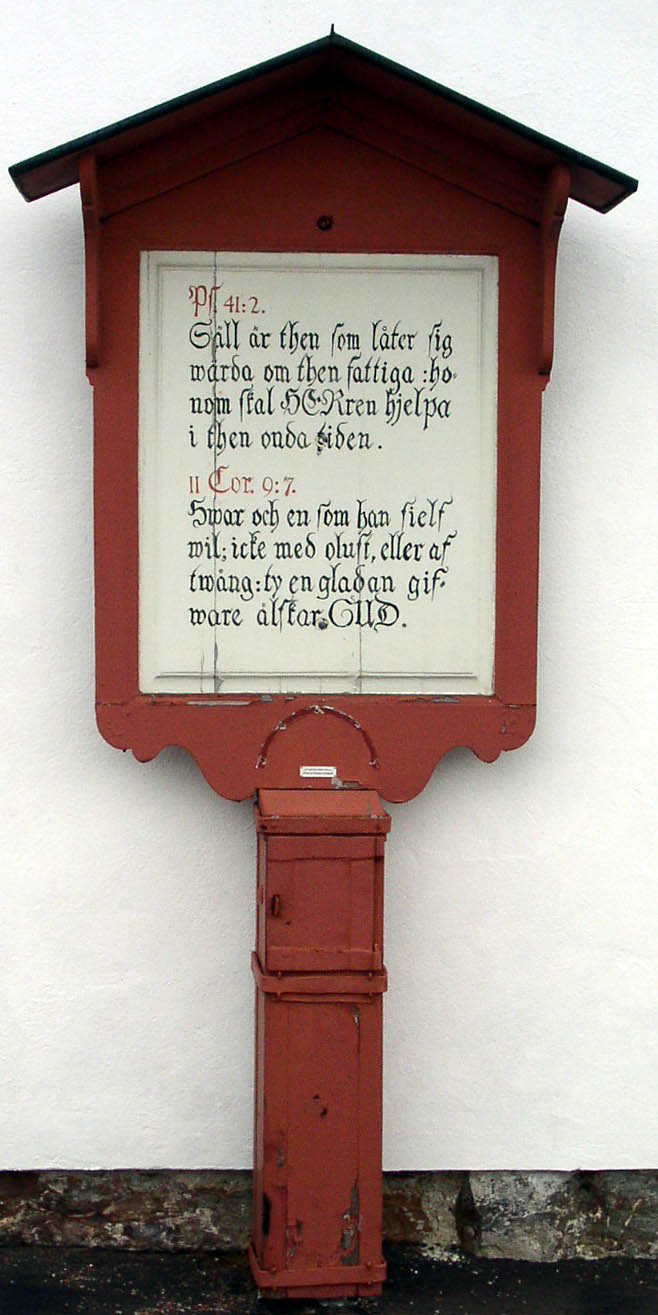
Fattigbössa vid Rättviks kyrka, Dalarna.

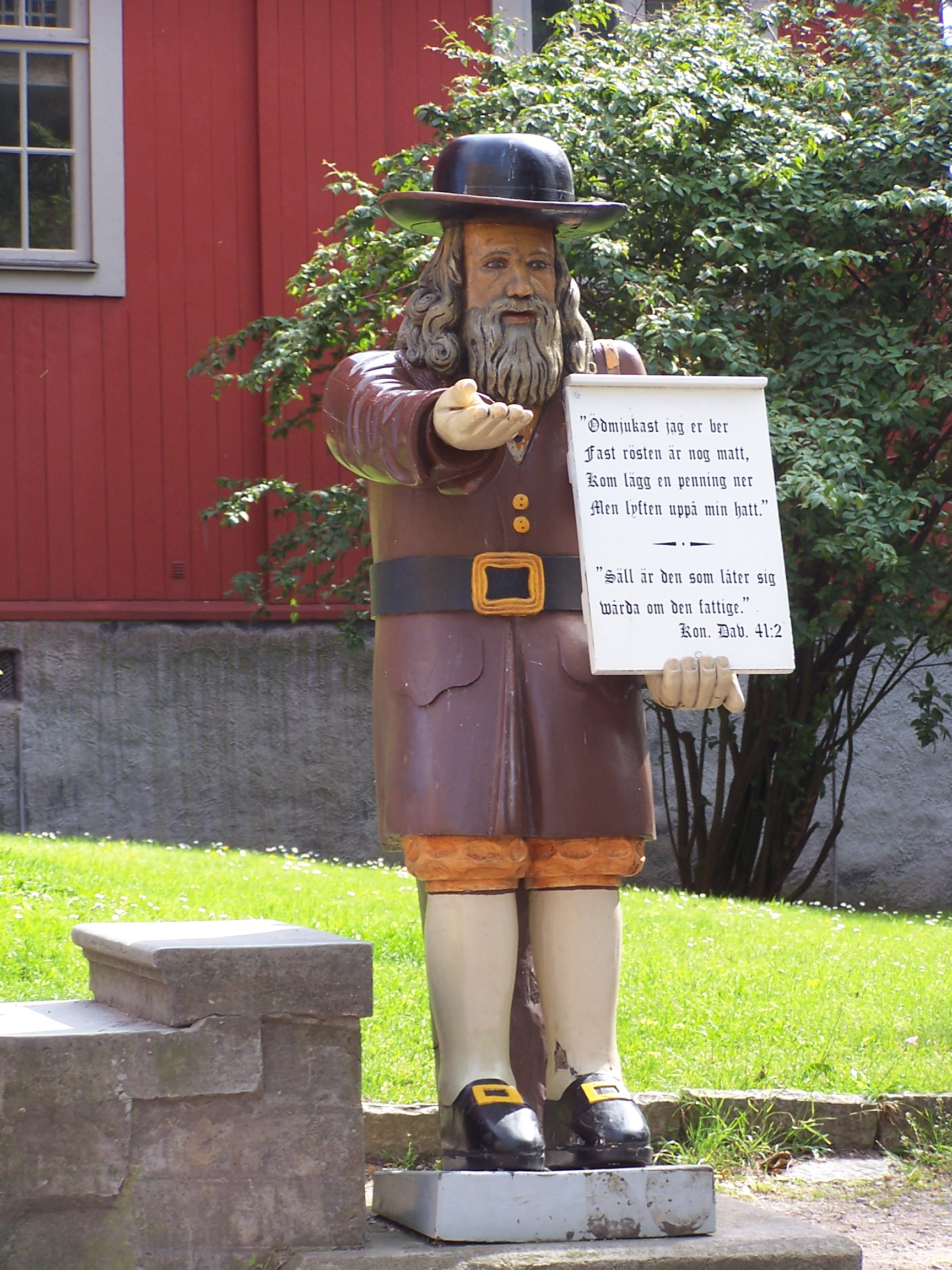
Gubben Rosenbom, en fattigbössa i form av en fattiggubbe utanför Amiralitetskyrkan i Karlskrona.

En fattigbössa är en penningbössa för allmosor. De finns i kyrkor och var särskilt vanliga från 1600-talet till mitten av 1800-talet. Ordet är belagt sedan 1600-talet i svenskan och syftet med bössan var att insamlade pengar skulle användas till de fattigas underhåll.

## Sverige
Kyrkan stod för socknarnas fattigvård, bönderna skötte ofta det praktiska under organiserade former och kyrkoherden brukade se till att allmosorna fördelades rättvist mellan behövande. När socknarna blev kommuner i mitten av 1800-talet lades ansvaret för fattigvården på kommunerna. I samband med det avskaffades många fattigbössor medan andra fick vara kvar. Intill fattigbössorna kunde det finnas uppsatta bibeltexter.